# Astronomia a Mart

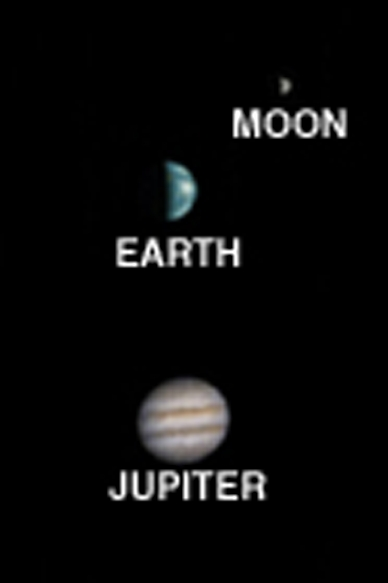
Mosaic de dues exposicions del Mars Orbiter Camera (MOC) delMars Global Surveyor que mostren la Terra, la Lluna, i Júpiter de 2003

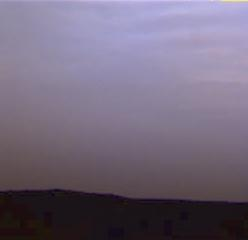
El cel de Mart es torna violaci pels núvols de gel d'aigua

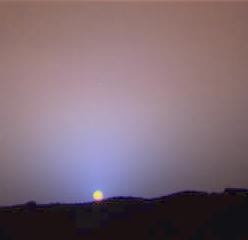
Detall del cel de Mart en una posta de sol, que mostra més variació de color, feta amb el Mars Pathfinder

En molts casos, els fenòmens astronòmics vistos des del planeta Mart són iguals o similars als vistos des de la Terra però de vegades poden ser bastant diferents. Per exemple, com que l'atmosfera de Mart no conté cap capa d'ozó, també es poden fer observacions de rajos ultravioleta des de la superfície de Mart.

## Estacions
Mart té una obbliqüitat de l'eclíptica de 25.19°, bastant propera al valor de 23.44° de la Terra, i és per això que Mart té les estacions de primavera, estiu, tardor i hivern com la Terra. Com a la Terra, els hemisferis sud i nord tenen estiu i hivern en temps oposats.
Tanmateix, l'òrbita de Mart té una excentricitat significativament més gran que la de Terra. Per això, les estacions són de longitud desigual, molt més que a la Terra:
| Estació                        | Sols (a Mart) | Dies (a la Terra) |
| ------------------------------ | ------------- | ----------------- |
| Primavera (nord), tardor (sud) | 193.30        | 92.764            |
| Estiu (nord), hivern (sud)     | 178.64        | 93.647            |
| Tardor (nord) primavera (sud)  | 142.70        | 89.836            |
| Hivern (nord), estiu (sud)     | 153.95        | 88.997            |

En termes pràctics, això significa que els estius i els hiverns tenen intensitats i durades diferents en els hemisferis nord i sud. L'hivern en l'hemisferi nord és tebi i curt (ja que Mart es mou ràpidament a prop del seu periheli), mentre que hiverns en el sud duren més i són més freds (Mart s'està movent més a poc a poc prop de afeli). De manera similar, els estius a l'hemisferi nord dón llargs i frescos, mentre que estius en el sud són curt i càlids. Per això, els valors màxims i mínims de la temperatura són considerablement més extrems a l'hemisferi sud que en el nord.

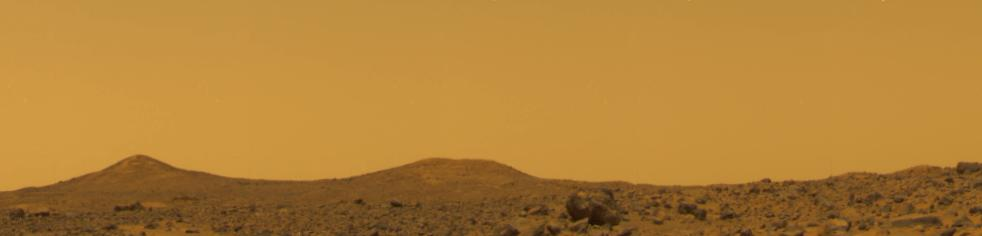
Cel de Mart al migdia, imatge obtinguda pel Mars Pathfinder (juny, 1999).

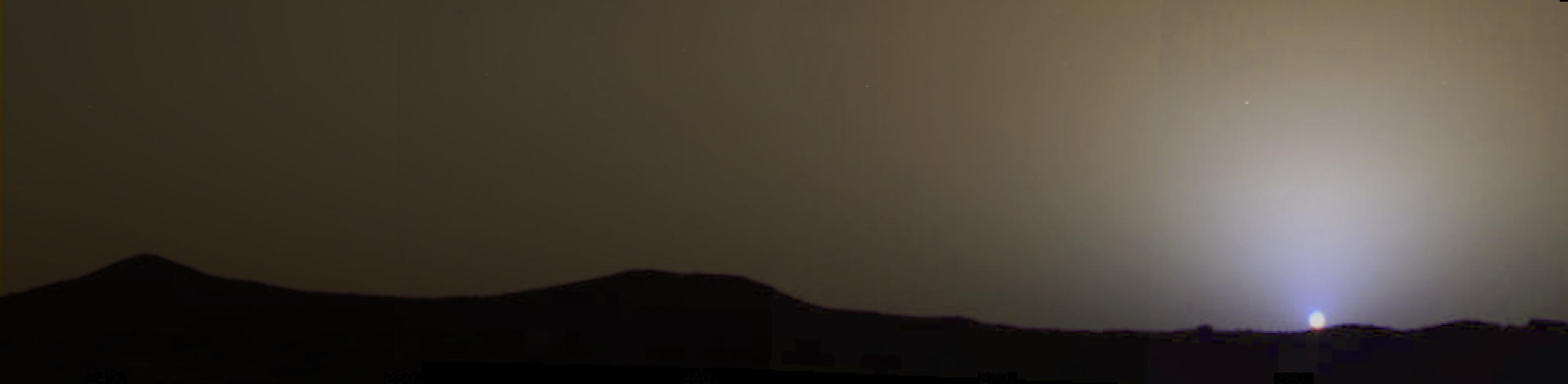
Cel de Mart a l'hora de la posta de sol, imatge obtinguda pel Mars Pathfinder (juny, 1999).

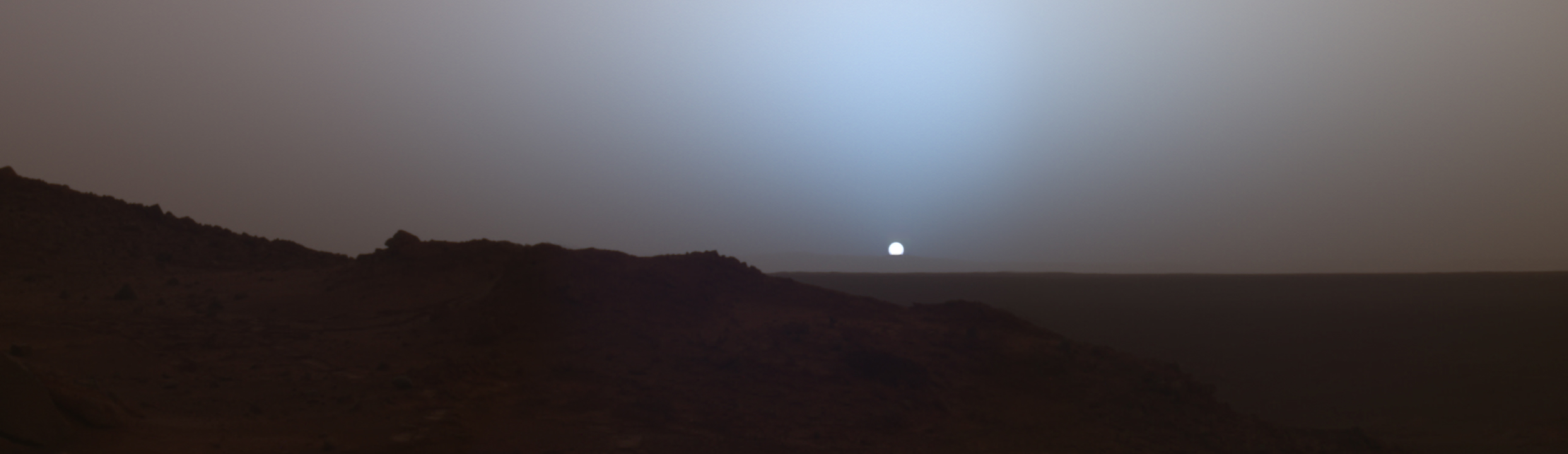
Cel de Mart a la posta de sol, imatge obtinguda pel rover Spirit (maig, 2005).

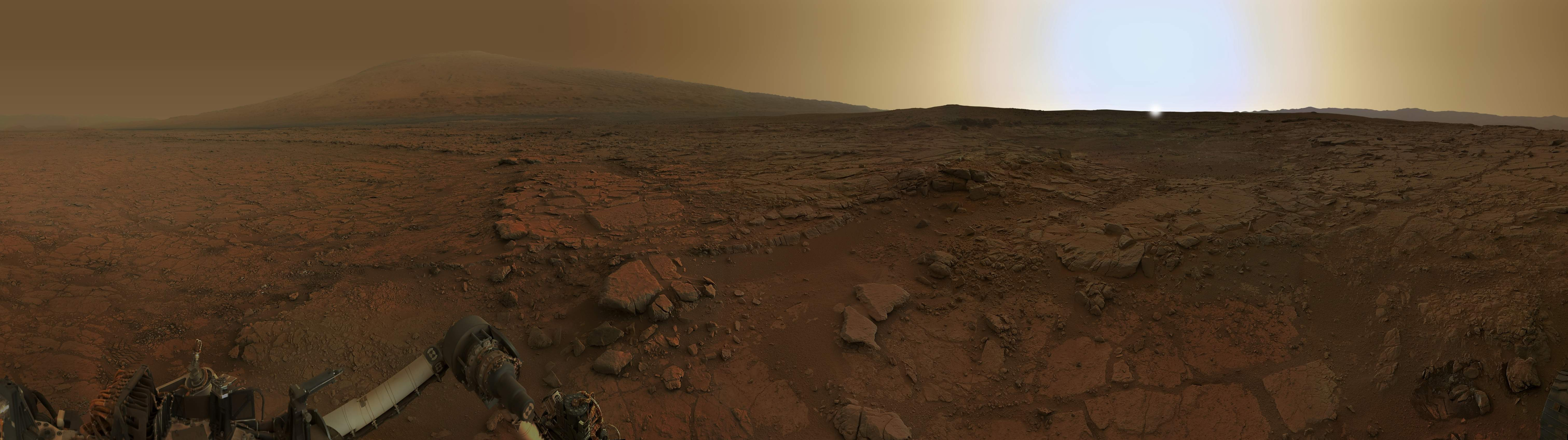
Cel de Mart en un ocàs, imatge obtinguda pel rover Curiosity (febrer de 2013; el sol és simulat per un artista).

El retard estacional de Mart no supera els dos dies, a causa de la seva manca de grans masses d'aigua i de factors similars que provocarien un efecte de decalatge. Així, pel que fa a les temperatures de Mart, "la primavera" és aproximadament el mirall de "l'estiu" i "la tardor" és aproximadament el mirall de "hivern" (si es consideren els solsticis i els equinoccis com els començaments de les estacions), i si Mart tingués una òrbita circular, les temperatures màximes i mínimes serien un parell de dies després del solsticis d'estiu i d'hivern, a diferència del que passa a la Terra, on aquests dies són un mes més tard. L'única diferència entre les temperatures de primavera i d'estiu és deguda a l'excentricitat relativament alta de l'òrbita de Mart: a Mart en la primavera de l'hemisferi nord, el planeta és més lluny del Sol que durant l'estiu del nord, i per això, casualment, la primavera és lleugerament més fresca que l'estiu i la tardor és lleugerament més tèbia que l'hivern. Tanmateix, en l'hemisferi sud passa el contrari.
Les variacions de temperatura entre la primavera i l'estiu són molt més baixes que les sobtades variacions que es donen en un únic sol (dia marcià). Diàriament, les temperatures tenen el seu pic en el migdia solar i arriben al mínim en la mitjanit local. Això és similar al que passa en els deserts de la Terra, tot i que a Mart es dona d'una manera molt més pronunciada.
L'obliqüitat de l'eclíptica i l'excentricitat de la Terra (o de Mart) no són, sota cap concepte, fixes, sinó que varien degut a pertorbacions gravitacionals d'altres planetes del Sistema Solar en una escala de desenes o centenars de milers d'anys. Així, per exemple, l'excentricitat de la Terra d'aproximadament un 1% fluctua i pot augmentar fins al 6%, i en algun punt del futur llunyà, la Terra haurà de gestionar les implicacions de les estacions de durades molt diferents en el calendari i de les interrupcions que comportaran.
A part de l'excentricitat, l'obliqüitat de l'eclíptica també pot variar de 21.5° a 24.5°, i el període d'aquest "cicle d'obliqüitat" és d'uns 41,000 anya. Es creu que aquest i d'altres canvis cíclics similars són els responsables de les edats de gel (vegeu teoria de Milanković). En canvi, el cicle d'obliqüitat de Mart és molt més extrem: de 15° a 35° en un cicle de 124,000 anys. Alguns estudis recents fins i tot apunten que al llarg de desenes de milions d'anys, l'oscil·lació pot ser de 0° a 60°. Aparentment, la gran lluna de la Terra té un paper important a mantenir l'obliqüitat de l'eclíptica en uns valors raonables; Mart no té aquesta influència estabilitzadora i la seva obliqüitat pot variar d'una forma més caòtica.

## El color del cel
La tonalitat normal del cel durant el dia és d'un vermell rosenc; tanmateix, durant la posta i la sortida del sol, és blau. Això és el contrari exacte de la situació de la Terra. Tanmateix, durant el dia el cel és d'un color groc marronós, similar a la llaminadura "butterscotch". A Mart, normalment, la difusió de Rayleigh és un fenomen poc significatiu. Es creu que el color del cel és degut a la presència d'un 1% per volum de magnetita en les partícules de pols. A causa de la pols en l'atmosfera de Mart, el crepuscle dura molt de temps, entre la posta i la sortida del sol. De vegades, el cel de Mart pren un color violaci, a causa de la difusió de la llum per partícules molt petites d'aigua presents en els núvols.
Generar imatges acurades amb els colors reals de la superfície de Mart és sorprenentment complicat. Hi ha una gran variació en el color del cel en les imatges que s'han publicat; moltes d'elles, tanmateix, utilitzen filtres per maximitzar el valor científic i no intenten mostrar el color real. Tot i això, durant molts anys, es creia que el cel de Mart era més rosenc del que ara es creu.

## Fenòmens astronòmics

### La Terra i la Lluna

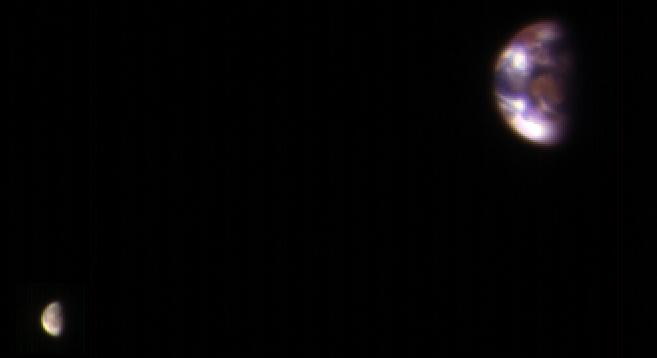
La Terra i la Lluna vistes des de Mart (MRO; HiRISE; 20 de novembre de 2016)

Vist des de Mart, la Terra és un planeta interior com Venus (una "estrella de matí" o "estrella de vespre"). La Terra i la Lluna apareixen com estrelles a ull nu, però un observador amb telescopi les veuria com a creixents, amb alguns petits detalls visibles.
Un observador de Mart podria veure al Lluna orbitant al voltant de la Terra, cosa que seria visible fàcilment a ull nu. En canvi, un observador de la Terra no pot veure cap satèl·lit de cap altre planeta a ull nu, i no va ser fins poc després de la invenció del telescopi que es van descobrir els primers satèl·lits d'altres planetes (les llunes galileanes de Júpiter).

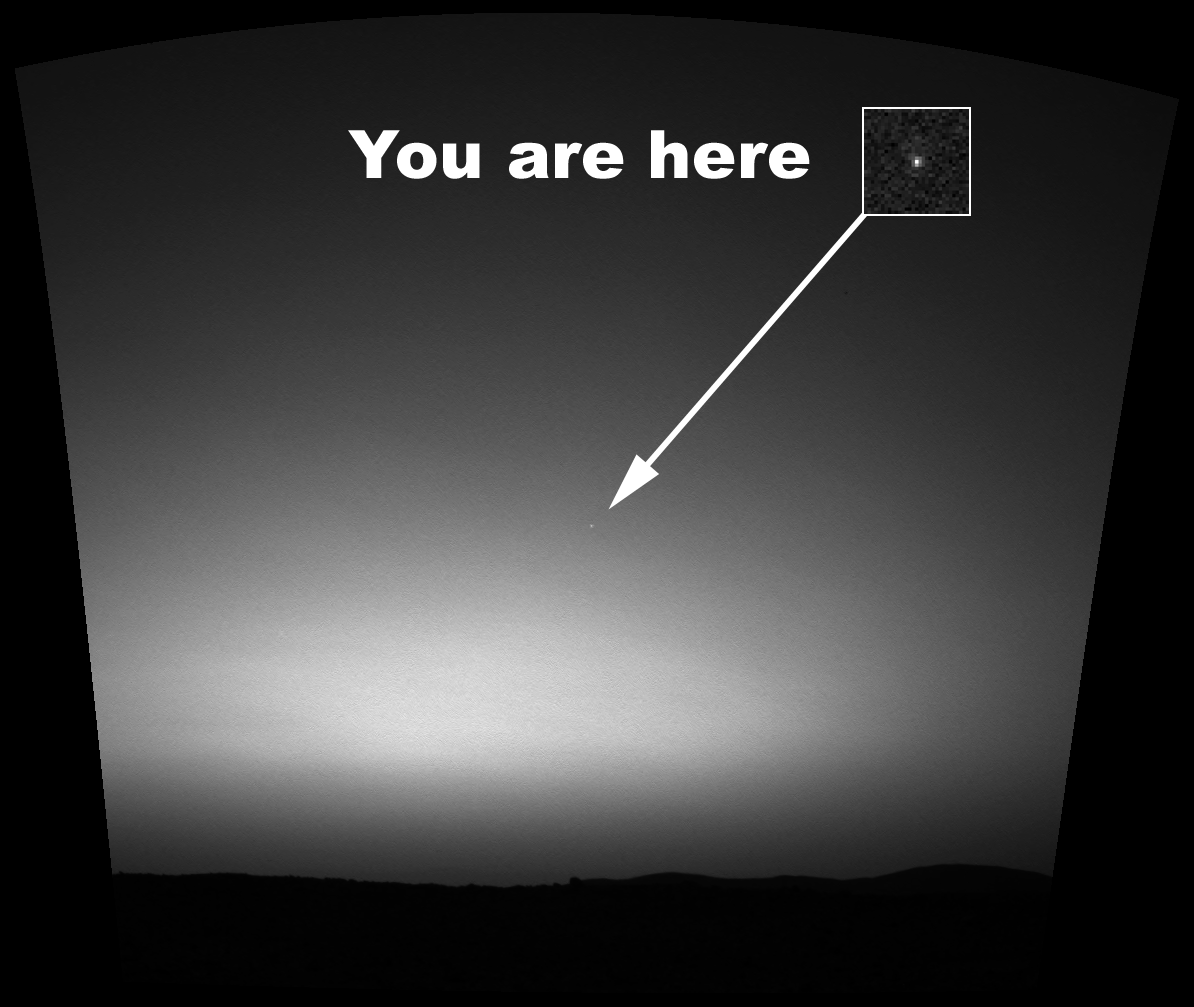
La Terra com a estrella de matí, imatge obtinguda per lSpirit del MER el 7 de març de 2004

Quan la Terra i la Lluna estan a màxima separació angular, es podrien distingir fàcilment com un planeta doble, però al voltant d'una setmana més tard es fusionarien en un únic punt de llum (a ull nu), i llavors una setmana més tard, la lluna tindria la màxima separació angular en el costat oposat. La màxima separació angular entre la Terra i la Lluna canvia considerablement segons la distància relativa entre la Terra i Mart: és d'uns 25′ quan la Terra es troba més a prop de Mart (a prop de la conjunció inferior) però és només de 3.5′ quan la Terra es troba més lluny de Mart (a prop de la conjunció superior). En comparació, el diàmetre aparent de la Lluna des de la Terra és de 31′.

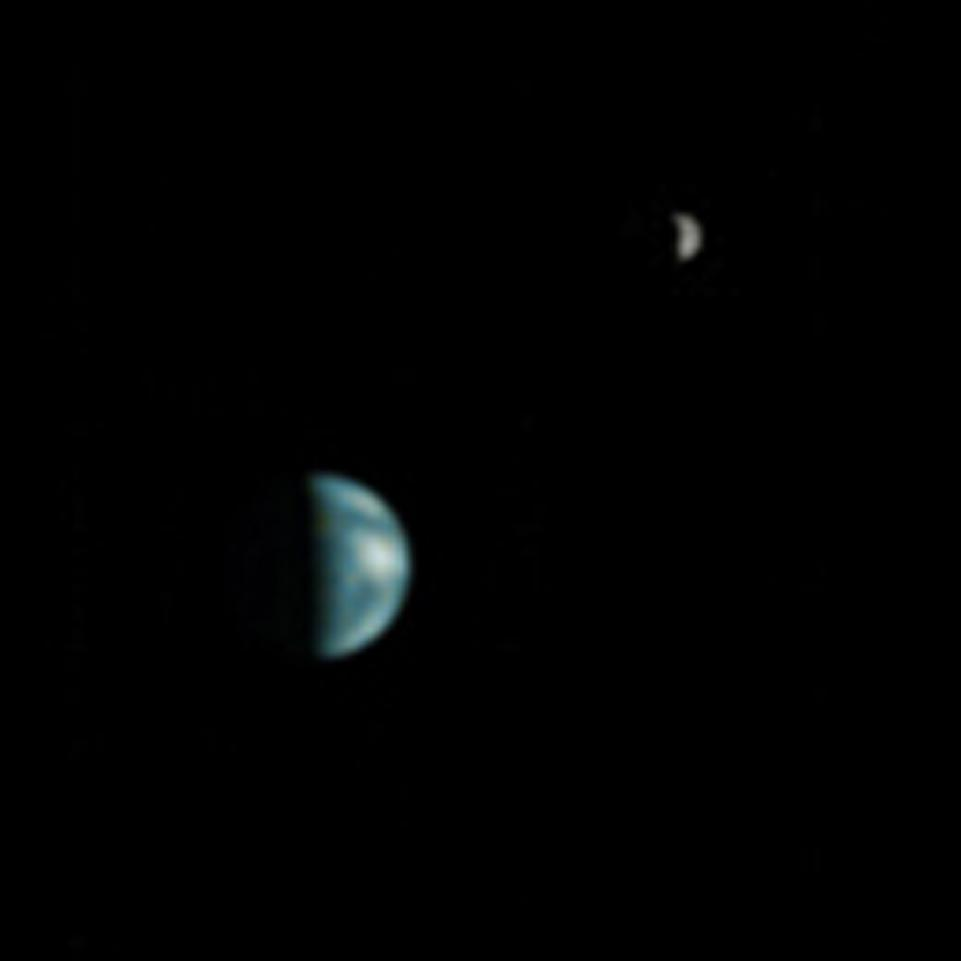
La Terra i la Lluna des de Mart, imatge obtinguda pel Mars Global Surveyor el 8 de maig de 2003, a les 13:00 UTC. Amèrica del Sud és visible.

La mínima separació angular seria menys d'1′, i ocasionalment la Lluna es veuria transitant davant davant o darrere (no sent vista) de la Terra. Aquest darrer cas correspondria a una ocultació de Mart vist des de la Terra, i degut al fet que l'albedo lunar és considerablement inferior al de la Terra, hi hauria un lleu flaix de llum, tot i que seria massa feble per ser detectable a ull nu ja que la mida de la Lluna és molt més petita que la de la Terra i cobriria només una fracció petita del disc de la Terra.
Mars Global Surveyor va fer una fotografia de la Terra i de la Lluna el 8 de maig de 2003 a les 13:00 UTC, molt a prop de l'elongació del Sol i a una distància de 0.930 AU de Mart. Les magnituds aparents que es van donar van ser −2.5 i +0.9. Al llarg del temps, les magnituds reals varien en funció de la distància i les fase de la Terra i la Lluna.
D'un dia al següent, la vista de la Lluna canviarà de forma molt diferent per un observador a Mart que per un observador a la Terra. La fase lunar vista des de Mart no canviaria gaire d'un dia a l'altre; correspondria a la fase de la Terra, i només canviaria gradualment a mesura que tant la Terra com la Lluna es moguessin en les seves òrbites al voltant del Sol. D'altra banda, un observador a Mart veuria la Lluna rotar, amb el mateix període que el període orbital, i veuria altres fenòmens que des de la Terra mai no poden ser vistos.
Com que la Terra és un planeta interior, els observadors de Mart poden, ocasionalment, veure el trànsit de la Terraa través del Sol. El següent trànsit serà l'any 2084. Un observador des de Mart també pot veure trànsits de Meduri i de Venus.

### Fobos i Deimos

Fobos eclipsa el Sol, imatges obtingudes pel Mars Exploration Rover

El satèl·lit Fobos apareix amb una tercera part del diàmetre angular de la Lluna plena vista des de la Terra; d'altra banda, Deimos apareix més o menys com una estrella amb un disc difícilment discernible. Fobos orbita tan ràpidament (amb un període interior a una tercera part d'un sol) que surt per l'oest i es pon per l'est, i ho fa dues vegades cada sol; Deimos, d'altra banda, surt per l'est i es pon per l'oest, però només orbita unes hores amb un període inferior a un sol marcià.
La màxima brillantor de Fobos en "lluna plena" té una magnitud de −9 o −10, mentre que la de Deimos és al voltant de −5. En comparació, la Lluna plena vista des de la Terra és considerablement més brillant, amb una magnitud de −12.7. Fobos és igualment prou brillant per fer ombres; Deimos és només lleugerament més brillant que el planeta Venus vist des de la Terra. Com la Lluna de la Terra, tant Fobos com Deimos són considerablement més tènues quan estan en fases que no són la lluna plena. A diferència de la Lluna de la Terra, les fases i el diàmetre angular de Fobos canvien ostensiblement d'una hora a la següent; Deimos és massa petit per què les seves fases siguin discernibles a ull nu.
Tant Fobos com Deimos segueixen òrbites equatorials amb poca inclinació i orbiten bastant a prop de Mart. És per això que Fobos no és visible des de latituds més al nord que 70.4°N o més al sud que 70.4°S; Deimos no és visible des de latituds més al nord de 82.7°N o més al sud que 82.7°S. Un observador a latitud alta (a menys de 70.4°) veu un diàmetre angular de Fobos notablement més petit ja que es troba més lluny del satèl·lit. Similarment, un observador a l'equador veu Fobos notablement més gran quan surt i es pon comparat amb un que es trobi a latituds més altes o baixes.

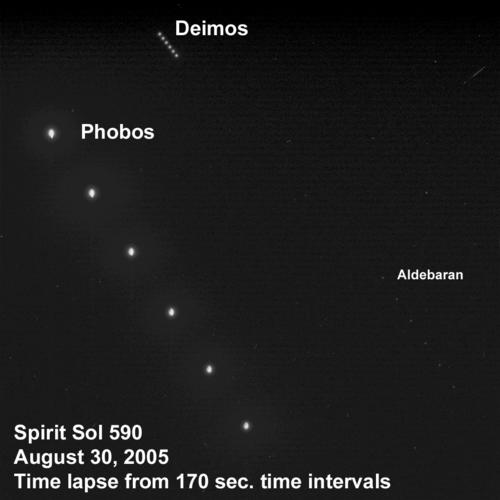
Fobos i Deimos des del rover Spirit. Cortesia de Caltech NASA/JPL

Un observador a Mart pot veure el trànsits de Fobos i de Deimos a través del sol. Els trànsits de Fobos poden ser anomenats eclipses parcials del sol per Fobos, ja que el diàmtre angular de Fobos arriba a ser la meitat del diàmetre angular del Sol. Tanmateix, en el cas de Deimos, el terme "trànsit" és apropiat, ja que el satèl·lit apareix com un petit punt en el disc del Sol.
Com que Fobos orbita en una òrbita equatorial de baixa inclinació, hi ha una certa variació estacioinal en la latitud de la posició de la l'ombre de Fobos projectada en la superfície de Mart, oscil·lant entre nord endins i sud enllà. En una ubicació geogràfica fixada de Mart, hi ha dos intervals per cada any marcià en què l'ombra es projecta en aquella latitud i es poden observar al voltant de mitja dotzena de trànsits de Fobos al llarg d'un parell de setmanes en aquest interval. La situació és similar pel que fa a Deimos, excepte pel fet que en aquest interval s'observen només 0 o 1 trànsit.
És fàcil notar que l'ombra sempre es projecta sobre l'"hemisferi d'hivern", excepte quan creua l'equador durant els equinoccis de primavera i tardor. Així, els trànsits de Fobos i Deimos es donen durant la tardor i la primavera marcianes en l'hemisferi nord i en l'hemisferi sud respectivament. A prop de l'equador, tendeixen a donar-se al voltant dels equinoccis de tardor i primavera; lluny de l'equador tendeixen a ser propers al solstici d'hivern. En qualsevol cas, els dos intervals en què poden donar-se els trànsits passen més o menys simètricament abans i després del solsitici d'hivern (tanmateix, la gran excentricitat de l'òrbita de Mart fa que no hi pugui haver absoluta simetria).

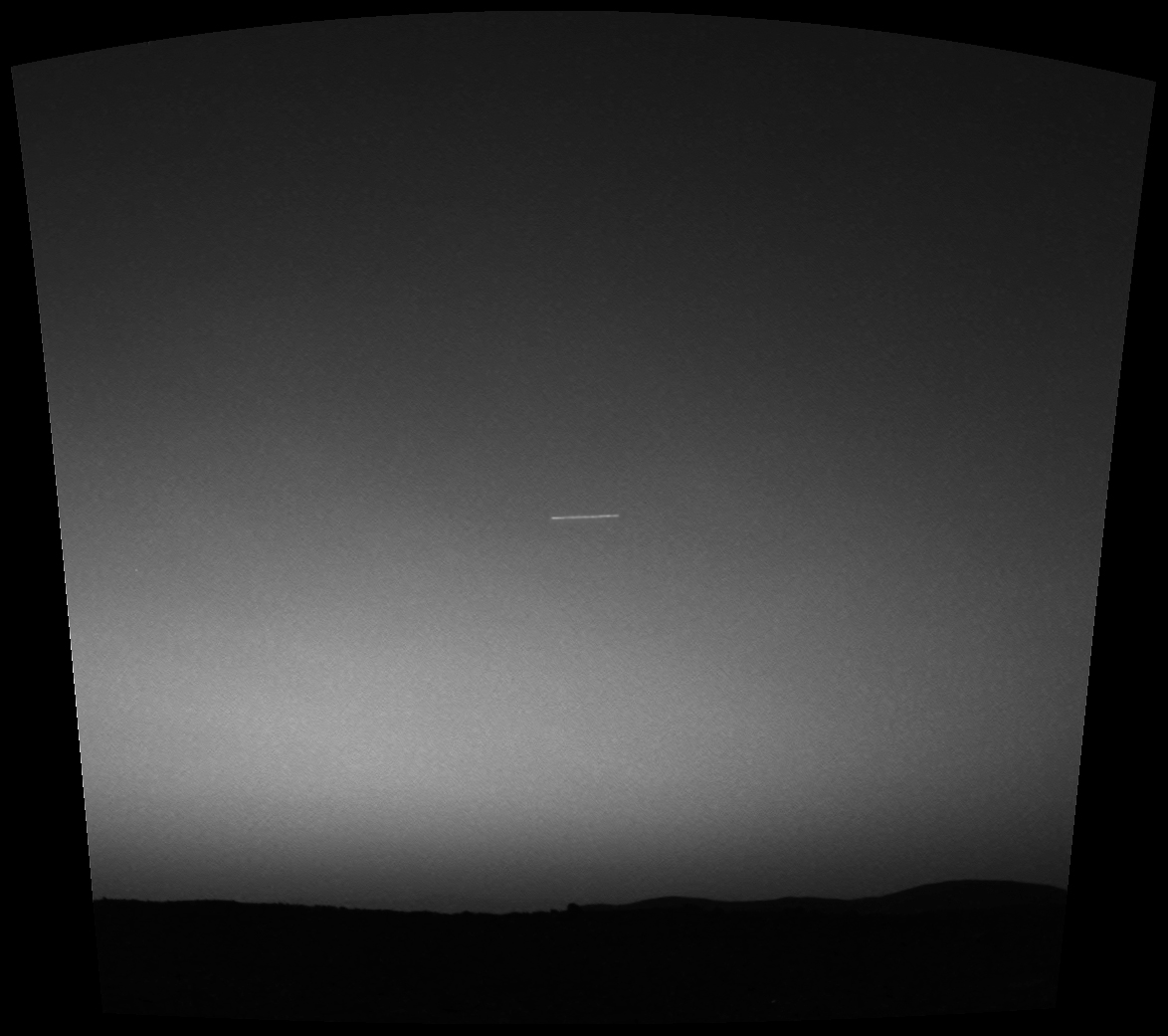
Primer meteor fotografiat des de Mart, el 7 de març de 2004, per lSpirit

Un observador a Mart també pot veure eclipsis lunars de Fobos i Deimos. Fobos passa al voltant d'una hora a l'ombra de Mart; mentre que Deimos passa dues hores. Sorprenentment, malgrat que la seva òrbita es troba gairebé en el pla de l'equador de Mart i malgrat trobar-se tan a prop de Mart, hi ha ocasions en què Fobos no arriba a ser eclipsat.
Tan Fobos com Deimos tenen rotació síncrona, cosa que significa que tenen un "costat llunyà" que els observadors de la superfície de Mart no poden veure. El fenomen de libració es dona igual que ho fa la Lluna de la Terra, malgrat que la baixa inclinació i excentricitat de l'òrbita de Fobos.
El gran cràter Stickney és visible en una de les vores de Fobos. És fàcilment visible a ull nu des de la superfície de Mart.

### Cometes i meteors

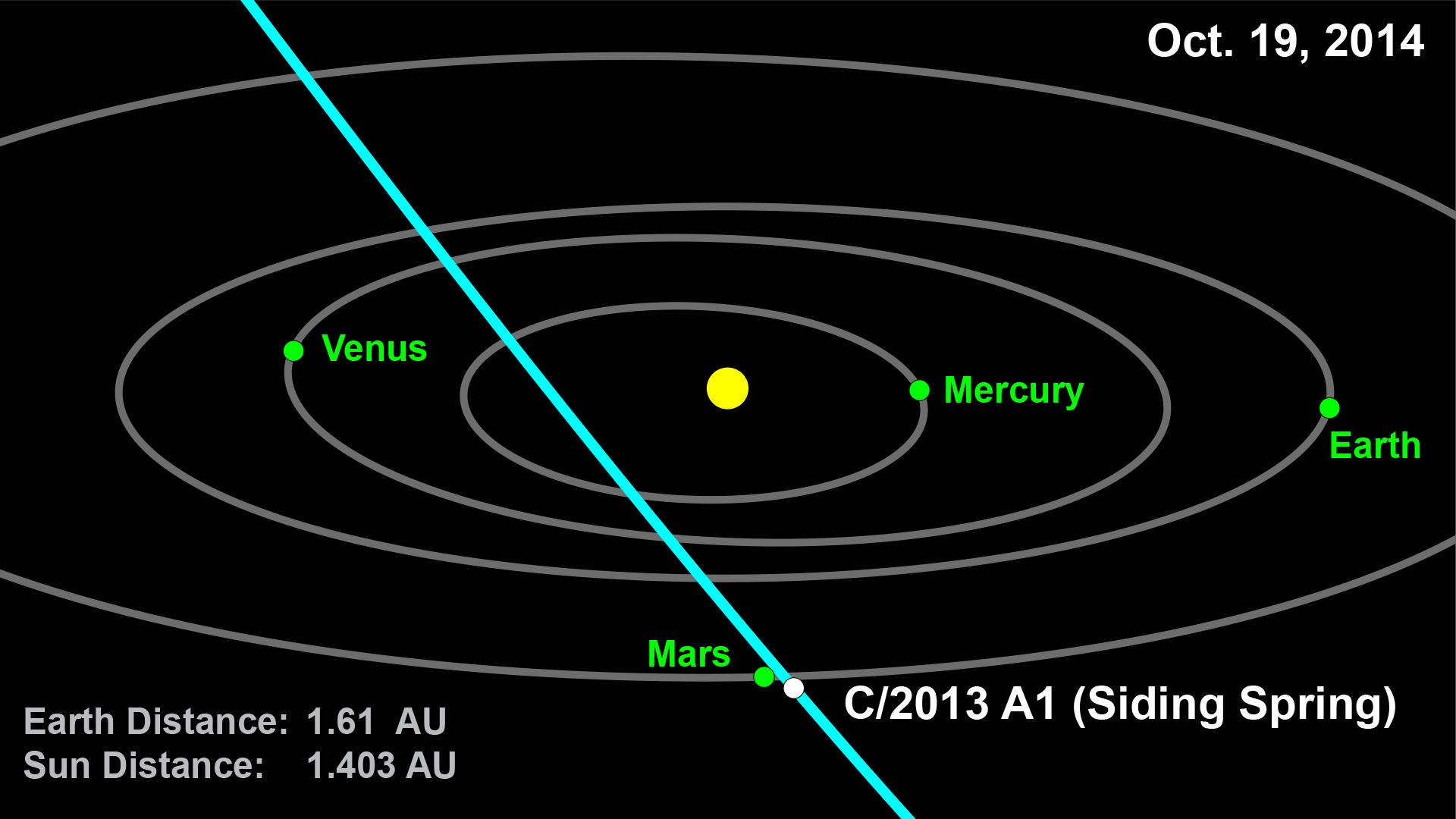
Camí projectat d'un siding spring d'un cometa que va passar per Mart el 19 d'octubre de 2014.

Com que Mart té una atmosfera que és relativament transparent per a les longituds d'ona òptiques (igual que la Terra, tot i que més fina), ocasionalment es veuen meteors. A la Terra, les pluges de meteors es donen quan la Terra intersecta amb la trajectòria de l'òrbita d'un cometa, i similarment a Mart també hi ha pluges de meteors, tot i que són diferents de les que hi ha a la Terra.

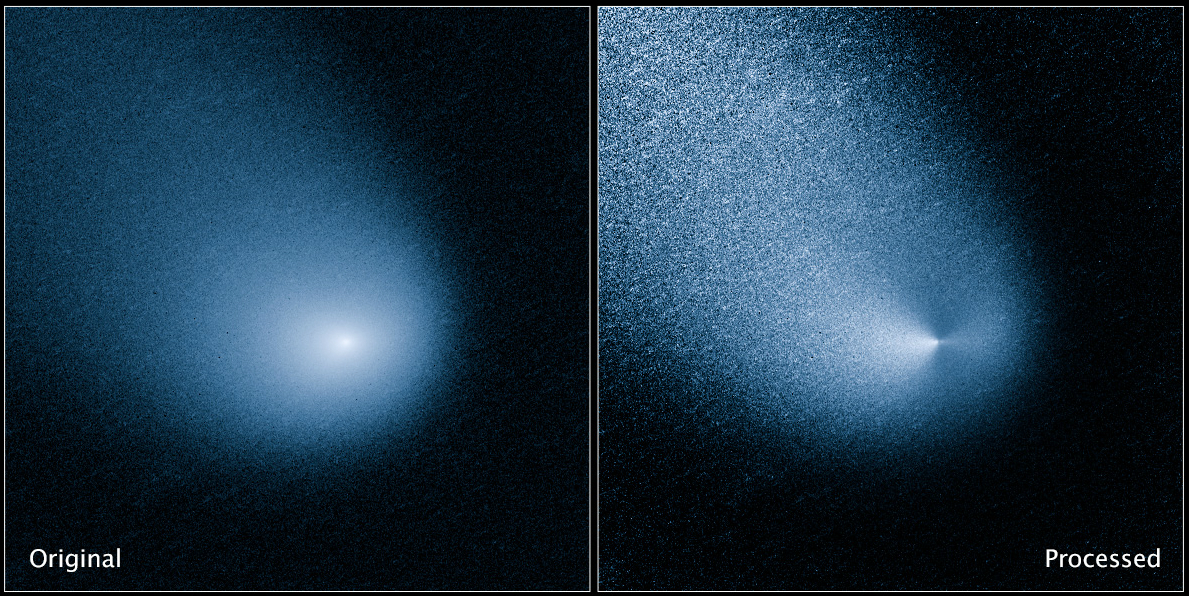
Siding spring d'un cometa, vist pel Hubble l'11 de març de 2014.

El primer meteor que es va fotografiar a Mart (el 7 de març de 2004, obra del rover Spirit) es creu ara que va formar part d'una pluja de meteors que tenia com a cos pare el cometa 114P/Wiseman–Skiff. Com que el radiant esetava en la constel·lació de Cefeu, aquesta pluja de metors va ser anomeda Martian Cepheids.
Com a la Terra, quan un meteor és prou gran com per arribar a impactar a la superfície (sense cremar-se completament a l'atmosfera), es converteix en un meteorit. El primer meteorit conegut que es va descobrir a Mart (i el tercer meteorit trobat fora de la Terra) va ser el Heat Shield Rock. El primer i el segon es van trobar a la Lluna en el programa Apollo.
El 19 d'octubre de 2014, un Cometa Siding Spring va passar extramadament a prop de Mart, tan a prop que la coma va poder arribar a embolicar el planeta.

### Aurores
Hi ha auroras a Mart, però no es donen als pols, com a la Terra, ja que Mart no té un camp magnètic planetari. Enlloc de ser als pols, les aurores es donen en anomalies magnètiques a l'escorça de Mart, que són restes de quan, fa molt de temps, Mart tenia un camp magnètic. Les aurores marcianes són d'un tipus diferent a totes les altres que es poden veure al Sistema Solar. Probablement també serien invisibles a l'ull humà, en tractar-se de fenòmens amb forts components ultraviolats.

### Pols celestes i eclíptics

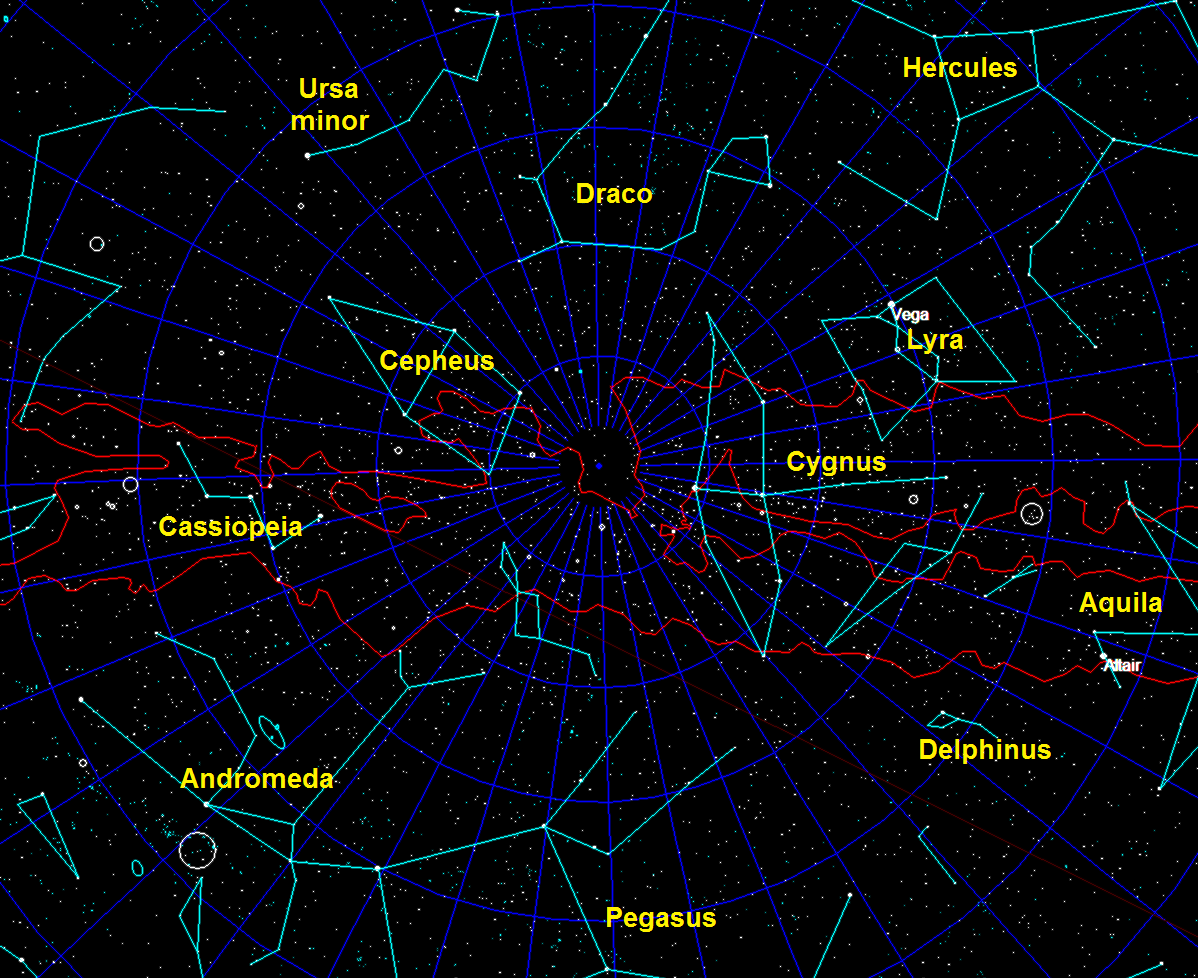
Pol nord celestial de Mart

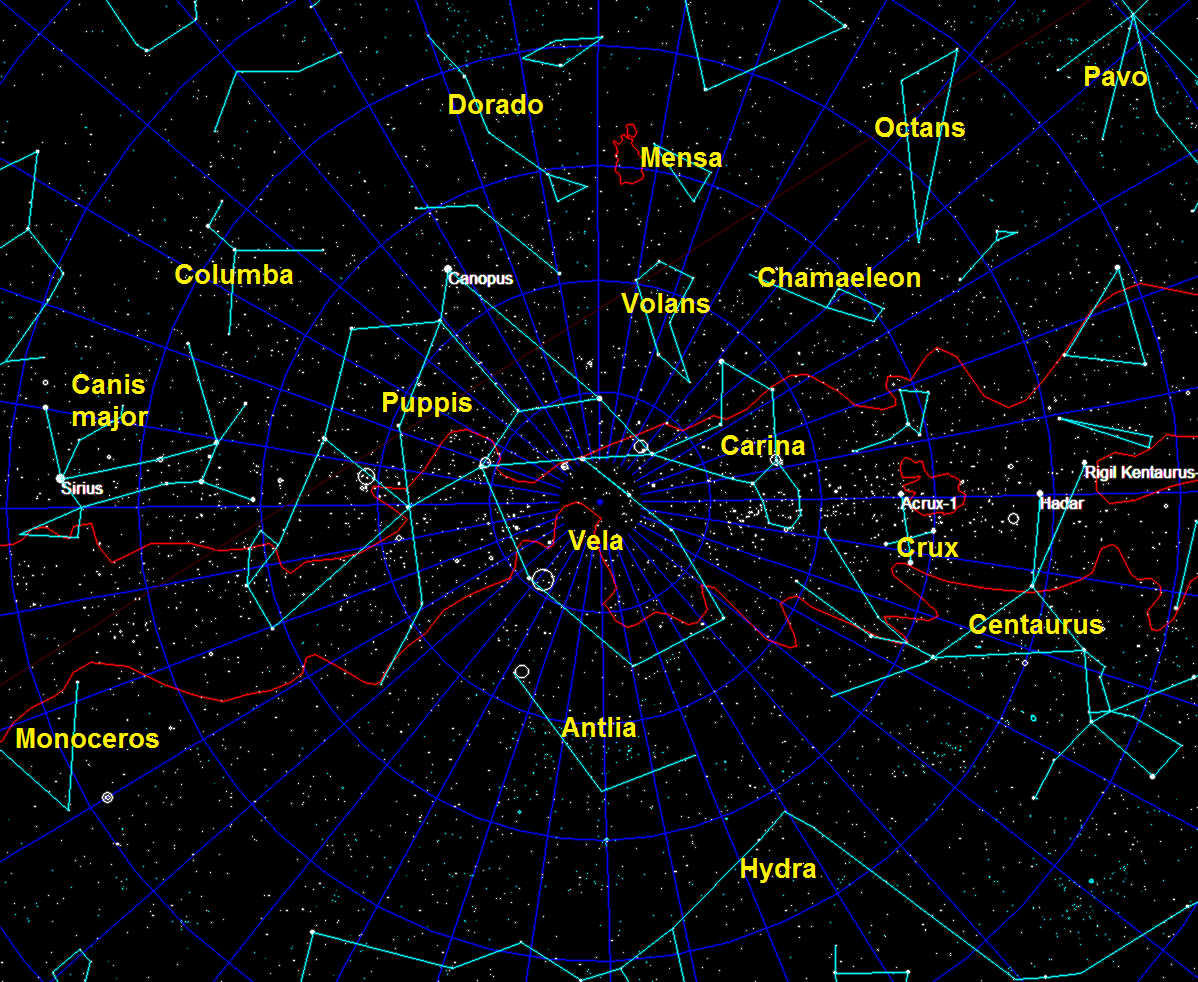
Pol sud celestial de Mart

L'orientació de l'eix de Mart és tal que el pol celeste és a Cigne a A.R 21h 10m 42s Decl. +52° 53.0′ (o més precisament, 317.67669 +52.88378), a prop de l'estrella de 6a magnitud BD +52 2880 (també coneguda com HR 8106, HD 201834, o SAO 33185), que alhora és a A.R. 21h 10m 15.6s Decl. +53° 33′ 48″.
Les dues estrelles més altes de la Creu del Nord, Sadr i Deneb, apunten al pol nord celeste de Mart. El pol es troba més o menys a mig camí entre Deneb i Alderamin, a menys de 10º de Deneb, una mica més de la distància aparent entre Sadr i Deneb. Atesa la seva priximitat amb el pol, Deneb mai no es pon en gairebé tot l'hemisferi nord marcià. Excepte en àrees properes a l'equador, Deneb encercla permanentment el pol Nord. L'orientació de Deneb i Sadr seria un rellotge de mà útil per determinar el temps sideri.
El pol nord celeste de Mart es troba també a només uns graus que el pla galàctic. Per tant, la Via Làctia, especialment rica en l'àrea del Cigne, és sempre visible des de l'hemisferi nord.
EL pol sud celeste es troba, per tant, a 9h 10m 42s i −52° 53.0′, que és una parella de graus de l'estrella de magnitud 2.5 Kappa Velorum (que es troba a 9h 22m 06.85s −55° 00.6′), que podria ser considerada doncs l'estrella polar sud. L'estrella Canopus, la segona més brillant del cel, és un estel circumpolar per a la majoria de latituds sud.
Les constel·lacions zodiacals de l'eclíptica de Mart són gairebé les mateixes que les de la Terra — després de tot, els dos plans eclíctics tenen una inclinació mútua de només 1.85° — però a Mart, el Sol triga una 6 dies en la constel·lació Cetus, abandonant i tornant a entrar a Peixos quan ho fa, fent un total de 14 constel·lacions zodiacals. Els equinoccis i solsticis també són diferents: per a l'hemisferi nord, l'equinocci de primavera és a Ofiüc (comparat amb Peixos a la Terra), el solstici d'estiu és al límit d'Aquari i Peixos, l'equinocci de tardor és a Taure, i el solstici d'hivern és a Verge.
Com a la Terra, la precessió fa que els solsticis i els equinoccis segueixin cicles segons les constel·lacions zodiacals al llarg de milers i desenes de milers d'anys.

### Variacions a llarg termini

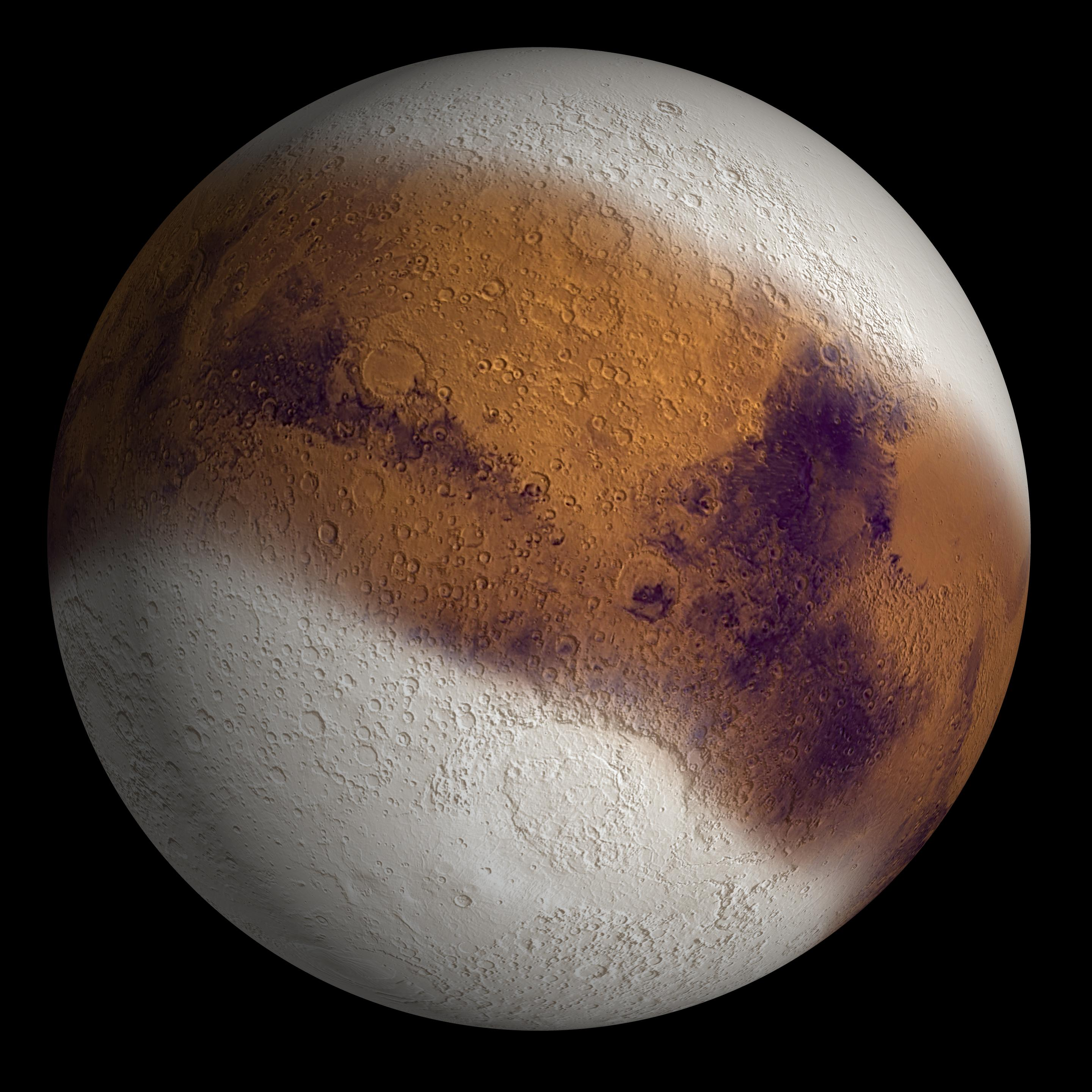
Una il·lustració de com podria haver estat Mart durant una èpoc glacial fa aproximadament 400,000 anys causat per una obliqüitat de l'eclíptica gran

Com a la Terra, l'efecte de la precessió causa que els pols celestes nord i sud es moguin en un cicle molt llarg, però a Mart el cicle és de 175,000 anys terrestres en lloc dels 26,000 anys que dura el cicle a la Terra.
Com a la Terra, hi ha una segona forma de precessió: el punt del periheli en l'òrbita de Mart canvia lleugerament, fent que l'any anomalístic difereixi de l'any sideri. Tanmateix, a Mart, aquest cicle és de 83,6000 anys, en contrast amb els 112,000 de la Terra.
Tant a la Terra com a Mart, aquestes dues precessions van en direccions oposades.
Com a la Terra, el període de drotació de Mart (la durada del dia) està declinant. Tanmateix, aquest efecte és tres ordres de magnitud més petit que el de la Terra ja que l'efecte gravitacional de Fobos és negligible i l'efecte és principalment el del Sol. A la Terra, la influència gravitatòria de la Lluna té un efecte molt més gran. En algun moment, en un futur llunyà, la durada del dia a la Terra serà igual i posteriorment excedirà la durada del dia a Mart.
Com a la Terra, Mart experimenta cicles de Milanković que fan que la seva obliqüitat de l'eclíptica i la seva excentricitat orbital variïn al llarg de llargs períodes, cosa que provoca efectes en el clima a llarg termini. Les variacions de l'obliqüitat de l'eclíptica de Mart són molt grans que les de la Terra perquè el planeta roig no té l'efecte estabilitzador d'un satèl·lit gran, com passa a la Terra amb la Lluna. Mart té un cicle d'obliqüitat de 124,000 anys, mentre que el cicle de la Terra és d'uns 41,000.